# Омиротворен
„Омиротворен“ е първият самостоятелен албум на певеца Миро, издаден през 2008 година. Записването му протича в периода от октомври 2007 г. до септември 2008 г. Продукцията включва 11 песни, като песента „Губя контрол, когато…“ се превръща в хит и оглавява редица български класации за популярна музика. В албума „Омиротворен“  присъстват и няколко дуетни изпълнения с Анелия, Крум, Мариана Попова и други. Общо пет от единайсетте песни в албума имат и видеоклип.

## Списък на песните в албума
| №   | Заглавие                                                                | Автор(и)            | Музика                                                                                           | Аранжимент                  | Време |
| --- | ----------------------------------------------------------------------- | ------------------- | ------------------------------------------------------------------------------------------------ | --------------------------- | ----- |
| 1.  | „Губя контрол, когато“                                                  | Миро                | Крум Георгиев, Ясен Козев                                                                        | Крум Георгиев, Ясен Козев   | 3:25  |
| 2.  | „Call On Me“                                                            | Крум Георгиев       | Миро                                                                                             | Martin Mkelius              | 3:73  |
| 3.  | „Алия“                                                                  | Миро, Крум Георгиев | Миро, Крум Георгиев                                                                              | Крум Георгиев               | 4:85  |
| 4.  | „В тебе само, в мене само, в двама ни“ (с участието на Жени Джамбазова) | Жени Джамбазова     | Жени Джамбазова                                                                                  | Pro X                       | 4:36  |
| 5.  | „Завинаги“ (с участието на Анелия)                                      | Миро, Анелия        | Миро, Анелия                                                                                     | Мага                        | 3:71  |
| 6.  | „В едно огледало“ или Salma Ya Salama (с участието на Крум)             | Александър Петров   | CA: Jeff Barnell/Pierre Leroyer/Salah Jaheenм, E: Fefee Music Sarl, SE: Animato Music Publishing | Светослав Лобошки           | 3:29  |
| 7.  | „Август е септември“                                                    | Миро                | Миро                                                                                             | Миро                        | 2:69  |
| 8.  | „оМИРОтворен“                                                           | Миро, Крум Георгиев | Миро, Крум Георгиев                                                                              | Евгени Димитров – Маестрото | 3:66  |
| 9.  | „Kadosh“ (с участието на Мариана Попова)                                | Миро, Крум Георгиев | Миро                                                                                             | Pro X                       | 3:48  |
| 10. | „Radio On“                                                              | Миро                | Миро                                                                                             | Миро, Pro X                 | 3:56  |
| 11. | „Някога преди“ (remixed by Deep Zone Project)                           | Миро                | Миро                                                                                             | Deep Zone Project           | 3:69  |

## Видеоклипове
1. „Губя контрол, когато“
2. „Завинаги“ (с участието на Анелия)
3. „В едно огледало“ или Salma Ya Salama (с участието на Крум)
4. „Август е септември“
5. „Някога преди“ (remixed by Deep Zone Project)